# Гольштейнский диалект
Гольштейнский диалект (нем. Holsteinisch) — диалект немецкого языка, вариант нижненемецкого языка, распространённый в Гольштейне. В него включаются также дитмаршенский, фемарнский, райнфельдский и восточногольштейнский диалекты. Близкими к гольштейнскому являются граничащие с ним шлезвигский и мекленбургский, а также диалекты гамбургского плата, с которыми гольштейнский имеет расплывчатые границы. Вблизи (прежде всего близ Гамбурга) используется миссингш — смесь верхненемецкого и нижненемецкого. Лексика диалекта описана в Словаре Шлезвиг-Гольштейна.